# Serge Postigo
Pour les articles homonymes, voir Postigo.
Serge Postigo est un metteur en scène et acteur français, né le 14 novembre 1968 à Agen (France).

## Biographie
Né en France, Serge Postigo immigre dans sa jeunesse au Québec.
Il fait ses études au Cégep de Saint-Hyacinthe. Par la suite, il obtient un diplôme de l'École nationale de théâtre en 1993. Serge Postigo se fait connaître par sa participation à l'émission 4 et demi..., dans un rôle qui lui a valu plusieurs nominations au prix Gémeaux. Il enchaîne alors les rôles à la télévision, notamment dans Scoop IV, Urgence, Music-Hall.
Pendant deux années, il est animateur, auteur et metteur en scène du magazine culturel Ça manque à ma culture. Au cinéma, on a entre autres pu le voir dans les films Aurore, Alys Robi, Ma vie en cinémascope et Duo. Au théâtre, il manifeste une aisance certaine, tant dans le répertoire classique (La Mégère apprivoisée, La serva amorosa, Tartuffe) que dans le théâtre de création (La Reprise de Claude Gauvreau, Perdu dans les coquelicots de José Saramago dit "gros magot", L'Humoriste de Claude Champagne, Addolorata de Marco Micone).
Le comédien a participé à plusieurs comédies musicales. Il a en effet été de la distribution de plusieurs pièces à succès, dont Grease, Irma la douce, Avec le temps - 100 ans de chansons et Neuf. Dans la pièce Le Mystère d'Irma Vep, Serge Postigo incarne quatre des huit personnages, ce qui demande plusieurs changements de costume en peu de temps. En 2024, il s’occupe de l’adaptation, de la traduction ainsi que de la mise en scène de Les producteurs, une comédie musicale. Il présente également une version francophone de la comédie musicale Fame.
Il a un fils prénommé Thomas, né en 2002 de son union avec Marina Orsini. Il est à partir de l'automne 2007 en relation avec l'actrice française Karine Belly avec qui il a une petite fille (Lily Rose) décédée au lendemain de sa naissance, le 20 décembre 2010. Le 26 juin 2014, il devient père à nouveau, d'un petit garçon prénommé Valentin, et le 23 octobre 2015 d'une petite fille prénommée Scarlett.
Serge fait un retour à la télévision en 2011 dans l'émission Penthouse 5-0 sur les ondes de Radio-Canada.

### Anecdote
Dans le milieu artistique, Serge Postigo est surnommé "Serge Postigo l'Ostrogoth".

## Filmographie

### Télévision
- 1990 : Watatatow, Joël Cusson
- 1993 : Les grands procès, Me Vachon
- 1994 : 4 et demi..., François Dion
- 1996 : Urgence, Dr. Daniel Trudeau
- 1999 : Rue l'Espérance, Olivier Leblanc
- 2002 : Music Hall, Michel Simard
- 2011 : Penthouse 5-0, Patrick Perreault
- 2011 : 30 vies, Francis St-Pierre
- 2013 : Le Gentleman, Christian Brunet

### Cinéma
- 2004 : Ma vie en cinémascope : Olivier Guimond
- 2005 : Idole instantanée : Christophe
- 2005 : Aurore : Télésphore Gagnon
- 2006 : Duo : Francis Roy
- 2018 : La Bolduc : Roméo Beaudry
- 2025 : Le Répondeur de Fabienne Godet

## Théâtre
- 1994 : Mémoires d'un fantôme
- 1994 : Tonalité
- 1994 : Perdu dans les coquelicots
- 1994 : La Espera
- 1994 : La Reprise
- 1995 : Amies à vie : Loïc
- 1995 : La Ménagère apprivoisée
- 1996 : Addolorata : Jimmy
- 1997 : La serva amorosa : Florindo
- 1997 : Tartuffe : Valère
- 1998 : En cas de meurtre : animateur
- 1998 : Grease : Danny Zucco
- 2000 : L'Humoriste : Pierre
- 2001 : Comédie dans le noir : Bernard Miller
- 2002 : Ladies Night : Sylvain
- 2002 : Le Vent et la Tempête : Horn Beck
- 2004 : Le Mystère d'Irma Vep : Lady Enid, Nicodemus
- 2006 : Fausses Rumeurs : François
- 2007 : Neuf : Guido
- 2009 : Ma femme c'est moi : Charlotte von Mahlsdorf
- 2009 : Boeing-Boeing : Robert
- 2010 : L'Opéra de Quat'sous : Mac the Knife
- 2011 : Le Petit Roy : Jean-Philippe Roy
- 2015 : L'Invité
- 2021 : Papy fait de la résistance

## Mise en scène
- 2005 : Quartango et la Danse de l'amour : metteur en scène
- 2006 : 21e gala des Gémeaux : metteur en scène et directeur artistique
- 2007 : Ça manque à ma culture : auteur, concepteur, metteur en scène et animateur
- 2009 : Boeing-Boeing : adaptation et mise en scène
- 2009 : Vu d'même - Sylvain Larocque : metteur en scène
- 2009 : Musicman - Gregory Charles : metteur en scène
- 2010 : L'Avare : adaptation et mise en scène
- 2011 : Le Petit Roy : metteur en scène
- 2012 : Post-Mortem : metteur en scène
- 2012 : Geronimo Stilton : metteur en scène
- 2012 : L'Avenir entre nous - Maxime Landry : metteur en scène
- 2012 : Qw4rtz : metteur en scène
- 2012 : 2012 Revue et corrigée : metteur en scène
- 2013 : Gala Artis : metteur en scène
- 2014 : Sunderland : metteur en scène
- 2015 : Mary Poppins : metteur en scène

## Doublage
- 2024 : Ellian et le Sortilège : Luno[n 1] (version française)

## Récompenses et nominations

### Récompenses
- 2013 : Félix (ADISQ) - Album de l’année – Jeunesse – Le grand spectacle de Geronimo Stilton dans le royaume de la fantaisie (Paroles et Direction artistique)
- 1999 : Prix MetroStar, meilleur rôle masculin pour François Dion dans  4 et demi...[5]
- 1999 : le MetroStar 99[5]

### Nominations
- 1998 : Nomination Prix MetroStar, meilleur rôle masculin pour François Dion dans  4 et demi...[6]
- 2005 : nomination prix Jutra, meilleur acteur de soutien pour Ma vie en cinémascope
- 2011 : nomination prix Gémeaux, meilleur acteur de soutien pour Penthouse 5-0
- 2014 : nomination prix Gémeaux, meilleur acteur de soutien pour Gentleman 3